# Saint-Martin-en-Haut
Saint-Martin-en-Haut är en kommun i departementet Rhône i regionen Auvergne-Rhône-Alpes i östra Frankrike. Kommunen ligger i kantonen Saint-Symphorien-sur-Coise som tillhör arrondissementet Lyon. År 2022 hade Saint-Martin-en-Haut 3 917 invånare.

## Befolkningsutveckling
Antalet invånare i kommunen Saint-Martin-en-Haut
| Referens: INSEE |